# Eleição presidencial na Ucrânia em 2010
As eleições presidenciais ucranianas de 2010 foram realizadas em 17 de janeiro em 1º turno e em 7 de fevereiro em 2º turno.

## Resultados – primeiro turno
De acordo com a Comissão Eleitoral Central da país, o dia de votação transcorreu com calma e sem irregularidades capazes de questionar a validade do pleito. Mais de três mil observadores estrangeiros acompanharam o pleito.
O líder opositor pró-Rússia, Viktor Yanukovych, ganhou o primeiro turno do pleito com 35% dos votos, enquanto a primeira-ministra ucraniana, Yulia Timoshenko obteve 27% dos votos. O terceiro colocado foi ser o banqueiro Serguei Tiguipko, com pouco mais de 13% dos votos, enquanto o atual presidente, Viktor Yushchenko, apareceria apenas em quinto lugar, com 5,61%, atrás do ex-presidente do Parlamento Arseniy Yatsenyuk, com 6,87%. Segundo Timoshenko, em conjunto, as forças democráticas conseguiram hoje mais de 60% dos votos.

### Mapa por candidato
| Viktor Yanukovych (First round) - percentage of total national vote (35.33%) | Yulia Tymoshenko (First round) - percentage of total national vote (25.05%) | Serhiy Tihipko (First round) - percentage of total national vote (13.06%) |
| Arseniy Yatsenyuk (First round) - percentage of total national vote (6.69%)  | Viktor Yushchenko (First round) - percentage of total national vote (5.46%) | Total vote distribution (First round) - percentage of total national vote |

## Resultados – segundo turno

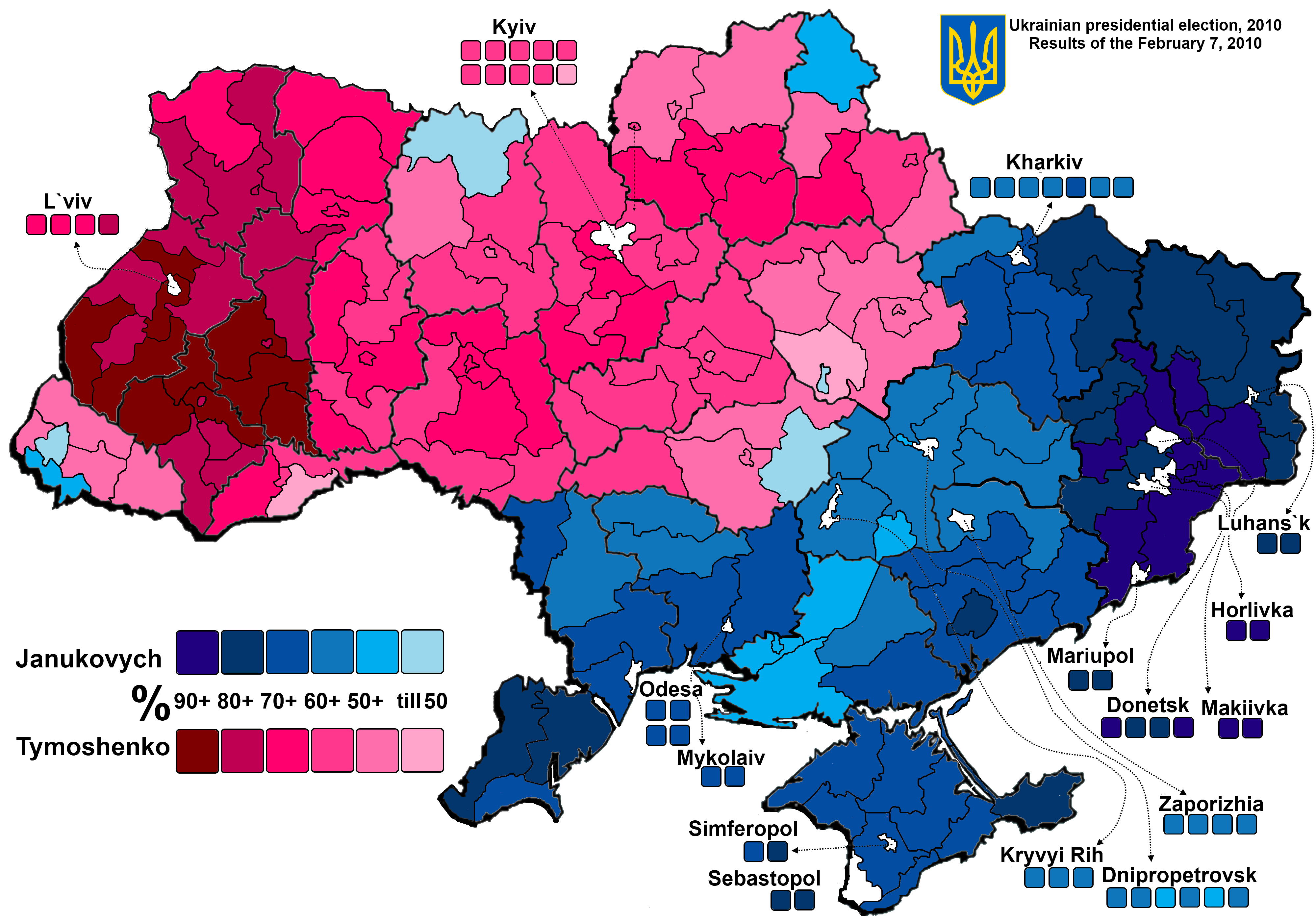
Distribuição de votos no 2º turno das eleições presidenciais da Ucrânia (07/02/2010).
Viktor Yanukovych 12.481.266 (48,95%) (azul)
Yulia Tymoshenko 11.593.357 (45,47%) (amarelo)

O líder da oposição, Viktor Yanukovich, é o vencedor do pleito, com a preferência de 48,49% do eleitorado, enquanto sua rival, Yulia Timoshenko, atingiu a marca de 45,92%, de acordo com a Comissão Eleitoral do país. Yulia afirmou que iria à Justiça para tentar impugnar as eleições, sob alegação de fraude. Observadores internacionais afirmam que o processo eleitoral foi honesto. A vantangem de vitória de Yanukovich é de apenas 3,48%. "Jamais reconhecerei a legitimidade da vitória de Yanukovich com uma eleição assim", declarou ela. De acordo com um jornal local, Tymoshenko fez essa declaração em uma reunião com os deputados de seu partido, que anunciaram a intenção de apresentar vários recursos judiciais contra a eleição de Yanukovich. Tymoshenko vai tentar anular o resultado de várias seções eleitorais e se obtiver sucesso, pretende questionar o resultado global da votação.
O presidente eleito falou também da necessidade da Ucrânia de ter ajuda do leste e do oeste, em uma referência aos laços da ex-república soviética com a Rússia e da recente aproximação com a OTAN e com a União Europeia. No entanto, Yanukovich afirmou sua prioridade é a aproximação com Moscou e outros países da região.

### Pedido de renúncia
Após ser eleito, Yanukovich, pediu no dia 10 de fevereiro, 2 dias após sua vitória, a renúncia da primeira-ministra, Yulia Timoshenko, para dar início à formação do novo governo. "Peço que a primeira-ministra deixe o cargo e passe para a oposição", disse ele. " A base da democracia é a vontade do povo e os líderes democráticos sempre aceitam os resultados das eleições".